# Кучуко
Кучуко (исп. Cuchuco ) — традиционный суп индейской кухни Южной Америки, связанный с народом муиска, приготовленный из кукурузы, ячменя или пшеницы и протертых бобов, популярный в колумбийской кухне, особенно на плато Альтиплано в департаментах Бояка и Кундинамарка в Колумбии. Слово происходит из языка чибча народа муиска.
Кучуко популярное блюдо в Колумбии, где его часто готовят на бульоне из гороха, картофеля, пшеницы и бобов. Это недорогое блюдо, его обычно едят со свининой, горохом, морковью, картофелем, чесноком, луком и кинзой. Оно распространено в Андском регионе и на плато Кундибоясенсе.